# La casa del corvo
La casa del corvo (The Man with a Cloak) è un film del 1951 diretto da Fletcher Markle tratto dal racconto breve di John Dickson Carr Il gentiluomo di Parigi.

## Trama
1848. Charles Thevenet, un anziano ex ufficiale di Napoleone, si è ritirato a vivere a New York in una lussuosa dimora; semiparalizzato, viene assistito da Lorna Bounty, ex attrice e sua amante, dal maggiordomo Martin e dalla cuoca signora Flynn. La giovane francese Madeline Minot si reca da lui in visita portandogli una lettera dell'unico nipote, un rivoluzionario con cui lei si è fidanzata. Attraverso la lettera, il nipote chiede al nonno un sostegno per la causa della Repubblica, ma l'anziano non sembra trovarsi in sintonia con i suoi ideali romantici; Madeline incontra comunque le sue simpatie e percepisce che le persone della servitù possano essersi messe d'accordo per avvelenarlo ed ereditare la sua fortuna. Costoro vedono Madeline come una minaccia per i loro piani e cercano di allontanarla. In soccorso della ragazza arriva Dupin, un misterioso uomo dal tabarro nero. A Dupin, presentatosi come poeta, Madeline confida i suoi sospetti. Intanto Thevenet, affezionatosi alla ragazza, fa chiamare un notaio e prepara un testamento a favore del nipote; successivamente muore di morte naturale, malgrado avesse progettato il suicidio. Nonostante i tentativi di Lorna e Martin di cercare il testamento, nascosto dal corvo ammaestrato dell'anziano, Dupin riesce a individuare il nascondiglio dietro il caminetto e lo consegna alla polizia. Alla fine del film Madeline va a cercare Dupin nel solito bar per ringraziarlo, ma è già partito, lasciando un biglietto con il conto: da una parte sono scritti i versi di una poesia dedicata a una certa Annabel Lee, dall'altra la firma con il nome che rivela la sua vera identità: Edgar Allan Poe.

## Produzione
Al principio gli attori protagonisti scelti da Markle erano Marlene Dietrich e Lionel Barrymore; quest'ultimo era troppo malato, mentre la Dietrich rifiutò. Durante le riprese Barbara Stanwyck stava affrontando il divorzio da Robert Taylor.